# Honoré de Buzançais
Pour les articles homonymes, voir Saint Honoré.
Saint Honoré, laïc, né à Buzançais (Indre) et mort décapité à Thénezay (actuelles Deux-Sèvres) en l'an 1250, est vénéré en Berry et en Poitou. Fête le 9 janvier.

## Biographie
Négociant en bétail installé à Buzançais (Indre), il est très apprécié par les membres de sa communauté en raison de son attitude pieuse et charitable envers tous. Il donnait beaucoup aux pauvres et aimait offrir une dot aux jeunes filles vertueuses mais pauvres de sa paroisse.
Au cours d'un séjour qu'il effectue pour affaires au village de Thénezay (actuelles Deux-Sèvres), il est assassiné au lieu-dit de Buzay par deux de ses domestiques qui lui avaient détourné d'importantes sommes d'argent. Ils abandonnent ensuite son cadavre dans une forêt. Lorsqu’on le retrouve, des funérailles sont organisées, et on constate alors que de nombreuses guérisons miraculeuses se produisent par simple contact avec son corps. 
Il s'ensuit une querelle entre Buzançais et Thénezay, qui chacune revendiquent la possession des reliques du bienheureux. Il est finalement décidé de remettre son corps à Buzançais, et de conserver sa tête à Thénezay, où il fait dès lors l'objet d'un culte important. Une chapelle est bâtie sur les lieux du meurtre et un pèlerinage y est organisé. Le crâne est conservé en l'église Saint-Honoré de Thénezay.
Il est béatifié par Eugène IV en 1444.